# Nina Simone
Eunice Kathleen Waymon (n. 21 februarie 1933, Tryon⁠(d), Carolina de Nord, SUA – d. 21 aprilie 2003, Carry-le-Rouet⁠(d), Provence-Alpes-Côte d'Azur, Franța), cunoscută profesional sub numele de Nina Simone, a fost o cântăreață, compozitoare, pianistă americană.